# БТР-80
БТР-80 (Брони́рованный транспортёр — 80 моде́ль) — советский колёсный бронетранспортёр (БТР). Бронетранспортёр был принят на вооружение в 1985 году и заменил предыдущие машины, БТР-60 и БТР-70.
Создан в начале 1980-х годов как дальнейшее развитие бронетранспортёра БТР-70, с учётом выявленных в Афганской войне недостатков последнего, и предназначался для его замены в мотострелковых войсках. БТР-80 поступил в серийное производство в 1984 году, и, неоднократно модернизируясь, по состоянию на 2012 год всё ещё находится в производстве. Последние модификации БТР-80, оснащённые усиленным вооружением, многими специалистами классифицируются как колёсные боевые машины пехоты. Применялся советскими войсками в Афганской войне, а с 1990-х годов является основным бронетранспортёром Вооружённых Сил России и ряда других бывших советских республик и использовался практически во всех крупных вооружённых конфликтах на постсоветском пространстве. Активно поставлялся и поставляется на экспорт; в общей сложности по состоянию на 2011 год БТР-80 состоит на вооружении по меньшей мере 26 государств.

## История создания и производства
Основным бронетранспортёром СССР к началу 1980-х годов стал запущенный в серийное производство в 1976 году БТР-70. Опыт их эксплуатации уже вскоре показал, что, несмотря на немалые улучшения по сравнению с более ранним БТР-60, большинство основных недостатков предшественника перешли к нему почти без изменений. Одним из них была сравнительно сложная и ненадёжная конструкция силовой установки из спаренных карбюраторных двигателей, отличавшихся к тому же повышенным расходом топлива и рядом других недостатков по сравнению с дизельным двигателем. Не менее серьёзной проблемой оставалась неудовлетворительная высадка и посадка десанта и экипажа, лишь немногим улучшившаяся по сравнению с БТР-60. Неудовлетворительной, как показала Афганская война, оставалась и защищённость машины. Ко всему этому на БТР-70 прибавились проблемы с водомётным движителем новой конструкции, который на плаву часто забивался водорослями, торфяной жижей и тому подобными предметами.
Для исправления этих недостатков, в конструкторском бюро Горьковского автозавода под руководством И. Мухина и Е. Мурашкина в начале 1980-х годов был спроектирован бронетранспортёр ГАЗ-5903. При сохранении неизменной компоновки БТР-70, новая машина отличалась от неё целым рядом изменений. Вместо спарки карбюраторных двигателей был установлен один дизельный двигатель большей мощности, для посадки и высадки экипажа были введены большие двухстворчатые люки в бортах корпуса. Сам корпус стал на 115 мм выше и длиннее, и на 100 мм шире, хотя общая высота машины возросла лишь на 30 мм. Дальнейшее развитие получило стремление обеспечить экипажу возможность ведения огня из-под защиты брони, для чего стрелковые порты в бортах корпуса были заменены шаровыми установками, развёрнутыми в сторону передней полусферы. Бронирование бронетранспортёра было усилено лишь незначительно, но даже при этом масса ГАЗ-5903 возросла на 18 % по сравнению с БТР-70, с 11,5 до 13,6 тонны, хотя подвижность машины в целом осталась неизменной, а запас хода только увеличился. После успешных государственных испытаний ГАЗ-5903 был в 1986 году принят на вооружение Советской Армии под обозначением БТР-80.

## Описание конструкции
БТР-80 имеет компоновку с расположением отделения управления в лобовой, совмещённого десантного и боевого — в средней, а моторно-трансмиссионного — в кормовой части машины. Штатный экипаж БТР-80 состоит из трёх человек: командира отделения (машины), механика-водителя и наводчика; помимо них, бронетранспортёр может перевозить семь человек десанта внутри, в десантном отделении, и ещё столько же снаружи, на броне.

### Броневой корпус и башня
БТР-80 имеет слабо дифференцированную противопульную бронезащиту. Броневой корпус транспортёра изготавливается при помощи сварки из катаных листов гомогенной броневой стали толщиной от 5 до 9 мм. Большинство листов вертикального бронирования БТР-80, за исключением нижних бортовых и кормового, установлены со значительными углами наклона. Броневой корпус всех БТР-80 имеет обтекаемую форму, повышающую его водоходные качества и снабжён складным волноотражательным щитком, укладывающимся в походном положении на средний лобовой лист корпуса, слегка повышая таким образом его защиту.
БТР-80 не способен выдержать попадания реактивной гранаты. Также машина уязвима против ПТРК противника, так как уступает им в дальности поражения (2000 метров против 4000-5000 у ракетных комплексов). Несколько лучше ситуация у БТР-80А, однако он тоже сильно уязвим против управляемых ракет.
Бронетранспортёр может быть уничтожен огнём мелкокалиберной артиллерии (ЗУ-23, 2А42 и др.) и крупнокалиберными пулемётами калибра 12,7 и 14,5 миллиметров.
Также БТР-80 уязвим от огня практически любых пушек. 120-мм миномётные мины также могут вывести его из строя.
В лобовой части корпуса размещается отделение управления, в котором, слева и справа соответственно, находятся механик-водитель и командир бронетранспортёра. За ним располагается отделение десанта, совмещённое с боевым. Шесть десантников в кормовой части десантного отделения располагаются в нём на двух продольных пластиковых сиденьях в центре, сидя лицом к борту. В передней части, сразу за местами механика-водителя и командира, находятся два одиночных сиденья для оставшихся членов десанта, при этом правое сиденье развёрнуто по ходу машины, чтобы обеспечить возможность ведения огня, а левое, занимаемое членом десанта, в боевых условиях становящимся башенным стрелком, развёрнуто спиной к борту. Возле мест всех членов десанта, кроме башенного стрелка, в бортах имеются восемь шаровых установок с углами горизонтальной наводки от ±15 до ±25° для стрельбы из индивидуального оружия (автоматов). Шаровые установки развёрнуты в направлении передней полусферы, в результате чего задняя полусфера является мёртвой зоной для десантников, небольшая мёртвая зона имеется и спереди слева. Также, ещё два лючка для обстрела верхней полусферы, без шаровых установок, имеются в десантных люках в крыше.
На БТР-80, как и на предшественниках, имеются два прямоугольных десантных люка в крыше, однако основным средством высадки и посадки на нём служат большие двухстворчатые бортовые двери, размещённые сразу за башней. Верхняя крышка бортовой двери откидывается вперёд по ходу машины, а нижняя открывается вниз, становясь подножкой, что, в отличие от предшественников, допускает посадку и высадку десанта из БТР-80 на ходу. Механик-водитель и командир, как и на предыдущих моделях бронетранспортёров, имеют два индивидуальных полукруглых люка над своими рабочими местами. Помимо этого, в корпусе БТР-80 имеется целый ряд люков и лючков, служивших для доступа к агрегатам двигателя, трансмиссии и лебёдки.

### Вооружение
Вооружение БТР-80 составляет спаренная установка 14,5-мм пулемёта КПВТ и 7,62-мм ПКТ. Установка размещается на цапфах в лобовой части башни, её наведение в вертикальной плоскости, в пределах −4…+60°, осуществляется вручную при помощи винтового механизма, горизонтальная наводка осуществляется вращением башни. Наводка пулемётов на цель осуществлялась при помощи перископического монокулярного оптического прицела 1ПЗ-2, имевшего переменное увеличение 1,2× или 4× при поле зрения, соответственно, 49° и 14° и обеспечивавшего огонь из КПВТ на дальность до 2000 метров по наземным целям и 1000 м по воздушным целям, и из ПКТ — до 1500 метров по наземным целям. КПВТ предназначен для борьбы с легкобронированной и небронированной техникой противника, включая низколетящие воздушные цели, и имеет боекомплект 500 патронов в 10 лентах, снаряжённых бронебойно-зажигательными пулями Б-32, бронебойно-трассирующими БЗТ, бронебойно-зажигательными, с сердечником из карбида вольфрама, БСТ, зажигательными ЗП и зажигательными мгновенного действия МДЗ. ПКТ же предназначен для поражения живой силы и огневых средств противника и имеет боекомплект в 2000 патронов в 8 лентах. Общий вес установки составляет 149 кг без боекомплекта, включая 7 мм бронеколпак весом 65 кг, прицел 1П3-7 и устройство постановки дымовой завесы. Вес боекомплекта составляет 180 кг включая дымовые гранаты 3Д6.

### Средства наблюдения и связи
Механик-водитель и командир БТР-80 в дневное время в небоевых условиях осуществляют наблюдение за местностью через два закрытых ветровыми стёклами люка в верхнем лобовом бронелисте корпуса. В боевых условиях, или при движении ночью, наблюдение за местностью они ведут через перископические смотровые приборы различных типов. Механик-водитель, на машинах ранних выпусков, располагал тремя перископическими смотровыми приборами ТНПО-115 для обзора переднего сектора, на машинах последующих серий к ним был добавлен ещё один ТНПО-115 в левом верхнем скуловом бронелисте корпуса. В ночных условиях, центральный из направленных вперёд приборов заменялся перископическим бинокулярным пассивным прибором ночного видения ТВНЕ-4Б, работавшим за счёт усиления естественного освещения, либо за счёт подсветки фарой ФГ125 с инфракрасным светофильтром. Поле зрения прибора по горизонту составляло 36°, по вертикали — 33°, а дальность видения при нормальных условиях — 60 метров при подсветке фарой и 120 при естественной освещённости в 5⋅10−3 лк.
Основным средством наблюдения для командира машины является комбинированный бинокулярный перископический электронно-оптический смотровой прибор ТКН-3 с дневным и пассивным ночным каналами. ТКН-3 имел увеличение в 5× для дневного и 4,2× для ночного канала, при поле зрения в 10° и 8°, соответственно. Установка прибора позволяла его поворот в пределах ±50° по горизонтали и качание в пределах −13 — +33° в вертикальной плоскости. С прибором был соединён прожектор ОУ-3ГА2М со съёмным инфракрасным светофильтром, служивший для подсветки при недостаточной естественной освещённости. Дальность видения ночью для ТКН-3 составляла 300—400 метров. Помимо ТКН-3, командир располагает тремя приборами ТНПО-115 — двумя для обзора переднего сектора и одним, установленным в правом верхнем скуловом бронелисте.
Для башенного стрелка, основным средством наблюдения за местностью является прицел орудия, кроме этого у него имеются перископические смотровые приборы: ТНП-205, расположенный в левом борту башни и ТНПТ-1, установленный в крыше башни и обеспечивающий задний обзор. Десант располагал двумя перископическими смотровыми приборами ТНП-165А, установленными в крыше корпуса за башней, у посадочных мест десантников-пулемётчиков, а также четырьмя приборами ТНПО-115, установленными в верхних бортовых бронелистах корпуса по обе стороны от дверей.
Для внешней связи, на БТР-80 ранних выпусков устанавливалась радиостанция Р-123М, на машинах более поздних выпусков заменённая более современными Р-163 или Р-173. Для внутренней связи, БТР-80 оснащён танковым переговорным устройством Р-124 на трёх абонентов — командира, механика-водителя и башенного стрелка.

### Двигатель и трансмиссия
БТР-80 на занятии спецподразделений ВВ МВД России. 26 марта 2015 года
На БТР-80 используется двигатель КАМАЗ-7403 с турбокомпрессором, установленном в развале двигателя. БТР-80 с двигателем ЯМЗ-238М2 имеет индекс БТР-80М.
При преодолении водных преград, чтобы не допустить попадания воды в двигатель, устанавливаются высокие воздухозаборные трубы.
Использование на БТР-80 одного двигателя повлекло значительные изменения трансмиссии. Усилие от двигателя через фрикционное сухое двухдисковое сцепление с гидравлическим приводом поступает на пятиступенчатую трёхходовую коробку передач. Вторая, третья, четвёртая и пятая передачи с синхронизаторами.
Крутящий момент с коробки передач через промежуточный карданный вал передаётся на раздаточную коробку, которая сделана двухступенчатой, с дифференциальной раздачей крутящего момента на два потока: на первый — третий и на второй — четвёртый мосты. На бронетранспортёре есть принудительная блокировка межосевого дифференциала для тяжёлых дорожных условий (включение понижающей передачи и блокировка межосевого дифференциала только при включённых передних мостах). А чтобы при перегрузке трансмиссии (при заблокированном дифференциале) исключить поломки, в раздаточной коробке есть фрикцион—муфта предельного момента.
От раздаточной коробки мощность отбирается также на водомётный движитель и лебёдку. На раздаточной коробке установлены два тормозных механизма стояночной тормозной системы трансмиссионного типа.
Оригинальная раздаточная коробка позволяет использовать в БТР-80 с незначительными изменениями многие узлы и детали его предшественника — БТР-70, в их числе ведущие мосты, подвеска, рулевое управление, рабочие тормоза и другое.

### Ходовая часть
Четыре ведущих моста, передние мосты отключаемы, колёсная формула 8х8. Гидроусилитель руля, поворачивают передние 4 колёса на большую величину, чем задние, ход бронетранспортёра плавный, у него хорошая динамика, высокая проходимость, большая скорость.
Высокая скорость БТР-80 обеспечена мощным двигателем, приводом на все восемь колёс, их независимой торсионной подвеской, большим клиренсом, централизованной системой регулирования давления воздуха в шинах, благодаря чему БТР-80 способен следовать за танками и преодолевать окопы и траншеи шириной до 2 м с ходу.
Централизованная система регулирования давления воздуха в шинах обеспечивает высокую проходимость БТР-80 по бездорожью, сравнимую с гусеничными машинами.
Кроме того, БТР-80 может продолжить движение при выходе из строя одного или двух колёс. БТР не пострадает при наезде на противопехотную мину, но и при подрыве на противотанковой мине сохранит подвижность, так как энергия взрыва повредит, как правило, одно из восьми колёс.

### Водомётный движитель
Под радиатором установлены два водомётных движителя. Водозаборные отверстия в днище за задними колёсами и закрыты защитными решётками. Появление второго водомёта, в отличие от БТР-70, можно объяснить желанием улучшить манёвренность бронетранспортёра при плавании в воде.

## Модификации
БТР-80 на выставке Интерполитех 2015. Демонстрационный показ в составе 604 ЦСН ВВ МВД России

### Российские
- БТР-80К (BTR-80C) — командирский вариант, визуально внешне мало отличающийся, с сохранением стандартного вооружения, но дополнительными комфортабельными тремя рабочими местами для офицеров в боевом отделении и дополнительным, в том числе выносным, оборудованием связи[24][25].
- БТР-80А — Принят на вооружение в 1994 году. модификация с вооружением из 30-мм автоматической пушки 2А72 и 7,62-мм пулемёта ПКТ, установленных в новой башне лафетной компоновки. Многими специалистами классифицируется как колёсная боевая машина пехоты
- БТР-80С — вариант БТР-80А для войск национальной гвардии России, оснащённый 14,5-мм пулемётом КПВТ и 7,62-мм ПКТ в башне лафетной компоновки
- БТР-80М — вариант БТР-80 с двигателем ЯМЗ-238 (240 л. с.) и шинами КИ-126 с увеличенной пулестойкостью. Отличается от своих предшественников увеличенной длиной корпуса[26].
- БТР-80 (Совэлмаш) — вариант БТР-80 с демонтированным вооружением и гибридной силовой установкой компании Совэлмаш, новыми редукторами на каждое из 8 колёс. Был представлен на форуме Армия-2022.
- БТР-80АТТ — редкий вариант БТР-80А для северных и арктических регионов, оснащённый 14,5-мм пулемётом КПВТ и 7,62-мм ПКТ в башне лафетной компоновки. Основное отличие — это повышенный клиренс и два дизельных двигателя КАМАЗ-7403

### Венгерские
- В Венгрии предприятием CURRUS на базе БТР-80 было разработано семейство специальных машин с установкой различного дополнительного оборудования, с учётом требований НАТО:
  - BTR-80 SKJ — невооружённая бронированная медицинская машина
  - BTR-80 VSF — машина радио- био- химической разведки
  - BTR-80 MVJ — ремонтно-эвакуационная машина
  - BTR-80 MPAEJ — машина техобслуживания и ремонта
  - BTR-80 MPFJ — инженерная машина

### Украинские
- БТР-80-КБА-2 — вместо стандартной башни установлен боевой модуль с 30-мм автоматической пушкой КБА-2 и устройством для отстрела дымовых гранат)[27][источник не указан 2540 дней]
- БТР-80УМ — установлена новая башня с пулемётно-пушечным вооружением (23-мм автоматическая пушка и 7,62-мм пулемёт) и дизельный двигатель мощностью 300 л. с. Первый демонстрационный образец был представлен на учениях в сентябре 1998 года[28]
- БТР-80УП — экспортный вариант для Ирака, разработанный совместно с Польшей. Усилена защита, установлены дизельные двигатели мощностью 300 л. с., усовершенствованы под новые эксплуатационные условия шины, электрические и пневматические системы, снята водомётная установка. Помимо основной разработаны 7 специализированных модификаций[29]
- БТР-80М «Гром» — башня заменена боевым модулем «Гром»). 27 октября 2015 года[30] были показаны на военном параде[31]
- БТР-80Т — предложена компанией «Техимпекс». Штатный двигатель заменён на более мощный с турбонаддувом мощностью 303 л. с. Коробка передач — 8-ми ступенчатая. Запас хода увеличен до 750 км. Вооружение — боевой модуль БМ-23-2.[32]
- БТР-94 — экспортный вариант по заказу Иордании — заменена башня, двигатель, усилена защита.

### Суданские
- AIFV BTR-SH — копия БТР-80А, выпускаемая заводом Al-Yarmouk корпорации MIC.
- APC BTR-SH — копия БТР-80, выпускаемая заводом Al-Yarmouk корпорации MIC.

### Колумбийские
- BTR Caribe — разработанная в 2006 году адаптированная для нужд ВС Колумбии версия БТР-80, которую предполагалось по лицензии производить на предприятии COTECMAR. У машин заменялась силовая установка на более мощную, а также вместо КПВТ и ПКТ устанавливались M2 QCB и M60 с тепловизионным прицелом. По политическим причинам не была принята на вооружение и вместо неё закуплены LAV III Gladiator.

## Машины на базе БТР-80
Радиостанция Р-166-0,5 на шасси К1Ш1.

### Советские и российские
- 1В152 — унифицированный командно-наблюдательный пункт КСАУО 1В126 «Капустник-Б»
- 2С23 «Нона-СВК» — 120-мм самоходное артиллерийское орудие
- БРВМ-К — бронированная ремонтно-восстановительная машина
- БРДМ-3 — бронированная разведывательно-дозорная машина
- БРЭМ-К — бронированная ремонтно-эвакуационная машина
- ГАЗ-59037 — гражданский внедорожник
- БПДМ «Тайфун» — боевая противодиверсионная машина, создана в 1990-е годы на базе БТР-80[33]
- БПДМ «Тайфун-М» — боевая противодиверсионная машина, создана в 2007—2012 годах на базе БТР-82[33][34][35]
- ГАЗ-5903Ж — бронированная машина для ремонта контактных сетей электрифицированных участков Ж/Д-путей на комбинированном железнодорожном и пневмоколёсном ходу
- ГАЗ-59402 «Пурга» — бронированная пожарная машина на комбинированном железнодорожном и пневмоколёсном ходу
- УНШ (К1Ш1) — унифицированное шасси для создания специальных колёсных машин, предназначенных для монтажа аппаратуры связи, средств разведки, медицинской помощи и других возможных средств специального назначения. Внешне отличается увеличенной высотой средней части корпуса и дополнительно смонтированными люками. Изготавливается в двух вариантах: УНШ-10 — с колпаком и УНШ-12 — без колпака.
  - Р-439МД2 — станция спутниковой связи.
  - РБ-531Б «Инфауна» — комплекс радиоэлектронной борьбы.
  - БММ-80 — бронированная медицинская машина
  - 9С482М6 — российский подвижный пункт управления подразделений ПВО
  - Р-149БМР «Кушетка-Б» — командно-штабная машина
  - Р-149МА1 — командно-штабная машина
  - 1В1003 — командно-наблюдательная машина для командиров дивизиона и батареи
- РХМ-4 — бронированная машина химической и радиационной разведки
- РХМ-6 — бронированная машина химической и радиационной разведки
- РПМ-2 — бронированная машина для разведывательно-поисковой деятельности (предназначена для поиска, обнаружения и определения места локальных радиоактивных и химически опасных аномалий)
- ЗС-88, ЗС-96 — звуковещательные станции
- ПРП-5 — подвижный разведывательный пункт пятого поколения, выполненный на колёсной базе, оснащенный множеством современного оборудования: горизонтируемое подъёмно-мачтовое устройство, позволяющее вести разведку на большие расстояния; тепловизионные и телевизионные каналы, которые обеспечивают высокое качество изображения; лазерный дальномер, необходимый для точной оценки расстояния до целей; радиолокационная станция для разведки наземных объектов; система оповещения о лазерном облучении и постановки аэрозольных помех, обеспечивающая безопасность; беспилотники со стабилизированными тепловизионными камерами, которые дополняют разведданные; дистанционно-управляемый модуль с 12,7-мм пулемётом, тепловизионным прицелом и лазерным дальномером, позволяющий вести огонь с высокой точностью.[36]

### Украинские
- БРЭМ-2000К — украинская бронированная ремонтно-эвакуационная машина производства Киевского ремонто-механического завода
- ASGLA («ASRAD — IGLA») — зенитно-ракетный комплекс ближнего радиуса действия, разработанный европейской компанией MBDA при участии украинской фирмы «Арсенал». Представляет собой вариант немецкого зенитно-ракетного комплекса ASRAD (использующий для стрельбы ракеты «Игла») на базе БТР-80, ранее состоявших на вооружении армии ГДР[37]

## Операторы
- Азербайджан: по разным источникам, всего 103 БТР-80[38] или 500 БТР-80/82[39] по состоянию на 2020 год
  - Сухопутные войска Азербайджана — 7 БТР-80А на вооружении, по состоянию на 2024 год[40]
  - Государственная пограничная служба Азербайджана — 19 БТР-60, БТР-70 и БТР-80, по состоянию на 2020 год[41]
  - Внутренние войска МВД Азербайджана — 7 БТР-60/-70/-80 на вооружении, по состоянию на 2024[42]
- Алжир — 150 БТР-80 на вооружении, по состоянию на 2024 год[43]
- Ангола — около 200 БТР-152/-60/-70/-80 на вооружении, по состоянию на 2024 год[44]
- Армения — 4 БТР-80 на вооружении, по состоянию на 2024 год[45]
- Бангладеш — 330 БТР-80 на вооружении, по состоянию на 2024 год[46]
- Беларусь — 153 БТР-80 на вооружении, по состоянию на 2024 год[47]
- Бурунди — 10 БТР-80 на вооружении, по состоянию на 2024 год[48]. Поставлены с Украины в 2001 году.[49]
- Венгрия:
  - Сухопутные войска Венгрии — 260 БТР-80 и 120 БТР-80А/АМ по состоянию на 2024 год[50]
  - Пограничные войска Венгрии — 68 БТР-80, по состоянию на 2016 год[51]
- Венесуэла — 114 БТР-80А и машин на его базе на вооружении, по состоянию на 2024 год[52]. Контракт на поставку 100 единиц БТР-80А заключён в 2009 году[49]
- Вьетнам — некоторое количество ГАЗ-59037А, используются спасателями Министерства общественной безопасности
- Грузия — 19 БТР-80 на вооружении, по состоянию на 2024 год[53]
- Джибути — 8 БТР-80А на вооружении, по состоянию на 2024 год[54]
- Замбия — 10 БТР-80 на вооружении, по состоянию на 2024 год[55]
- Индонезия — 12 БТР-80А на вооружении, по состоянию на 2024 год[56]. В 2000 году закуплено 12 БТР-80А, планировалось заключить контракт ещё на 20, но от него отказались в пользу APS-3 Anoa.
- Ирак — 100 БТР-80А на вооружении, по состоянию на 2024 год[57]
- Йемен — некоторое количество БТР-80А на вооружении, по состоянию на 2024 год[58]
- Казахстан — 150 БТР-80 и 70 БТР-80А на вооружении, по состоянию на 2024 год[59]
- Кыргызстан — 10 БТР-80 на вооружении, по состоянию на 2024 год[60]
- Кот-д’Ивуар — 6 БТР-80 на вооружении, по состоянию на 2024 год[61]
- КНДР — 32 БТР-80А на вооружении по состоянию на 2024 год[62]. Поставленные 2 партиями (10 в 1993 году и 22 во второй половине 1990-х).
- Северная Македония — 12 БТР-80 по состоянию на 2024 год[63]
- Молдова — 12 БТР-80 на вооружении, по состоянию на 2024 год[64]
- Монголия — 20 БТР-80 на вооружении, по состоянию на 2024 год[65]
- Нигерия — 5 БТР-80 на вооружении, по состоянию на 2024 год[66]
- Пакистан — 120 БТР-70/-80 на вооружении, по состоянию на 2024 год[67]
- Республика Корея — 20 БТР-80, по состоянию на 2024 год[68]. 20 БТР-80/-80А заказаны у России в начале 2000-х и доставлены в 2007 году. Используются исключительно в научно-исследовательских целях и для ознакомления с техникой вероятного противника.[69]
- Россия:
  - Сухопутные войска — 1200 БТР-80 и 100 БТР-80А по состоянию на 2024[70]
  - Береговые войска ВМФ — 50 БТР-80 по состоянию на 2024 год[71]
  - Росгвардия — некоторое количество БТР-80, по состоянию на 2020 год[72]
  - Пограничная служба ФСБ — некоторое количество БТР-80, по состоянию на 2020 год[73]
- Румыния — 69 TAB B33 на вооружении по состоянию на 2024 год[74]. В 1987 году у СССР приобретена лицензия на производство БТР-80, в период с 1988 по 1991 годы произведено 70 единиц[49] на предприятии Automecanica Moreni. В армии с 1991 года имеет обозначение B33 Zimbru.
- Судан — некоторое количество на вооружении по состоянию на 2024 год[75]. В 2006 году поставлены 30 БТР-80[76]
- Таджикистан — 23 БТР-60/-70/-80 на вооружении, по состоянию на 2024 год[77]
- Туркменистан — 450 БТР-80, 4 БТР-80А и 4 БТР-80 «Гром» на вооружении, по состоянию на 2024 год[78]
- Турция — 535 БТР-60/-80 на вооружении жандармерии по состоянию на 2024 год[79]. В 1990-х годах из запасов бывших стран СССР куплено 240 БТР-80 для нужд жандармерии и частей на границе с Сирией.
- Узбекистан — 210 БТР-80 на вооружении, по состоянию на 2024 год[80]
- Украина
  - Сухопутные войска Украины — 130 БТР-60/-70/-80 по состоянию на 2024 год[81]
  - Десантно-штурмовые войска Украины — 122 БТР-80 по состоянию на 2020 год[82]
  - Морская пехота Украины — некоторое количество БТР-80 по состоянию на 2020 год[82]
  - Национальная гвардия Украины — некоторое количество БТР-80 по состоянию на 2020 год[83]
- Чад — 24 БТР-80 на вооружении, по состоянию на 2024 год[84]
- Шри-Ланка — 25 БТР-80/-80А на вооружении, по состоянию на 2024 год[85]

### Бывшие операторы
- Афганистан — некоторое количество, по состоянию на 2010 год[86]
- Баасистская Сирия — некоторое количество БТР-80, по состоянию на 2024 год[87]. 30 единиц БТР-80 поставлено из России в период с декабря 2013 по март 2014 года[88]
- Колумбия:
  - Морская пехота Колумбии — 8 БТР-80А, по состоянию на 2013 год[89]
- США — 2 БТР-80 поставлены с Украины в 2011 году[90]
- Уганда — поставлено в 2006 году 14 БТР-80[76], списаны между 2020 и 2023 годами [91].
- Финляндия — 2 БТР-80 поставлены для испытаний из СССР в 1990 году[49]. Проданы на запчасти в 2010 году.
- Республика Абхазия — 86 БТР-70 и БТР-80, по состоянию на 2007 год[92][неавторитетный источник]
- Эстония — всего унаследовала от СССР 21 БТР-80, большая часть из них без вооружения. Использовались в качестве пехотного транспорта до 2005 года, после этого 2 штуки переданы музеям, остальные как учебные пособия в Кайтселийт. Полностью списаны между 2016 и 2022 годами[93].
- Южная Осетия:
  - МЧСиО Южной Осетии — 90 БТР-70 и БТР-80, по состоянию на 2008 год[94][неавторитетный источник]
  - Миротворческий батальон «Алания» Южной Осетии — 18 БТР-80, по состоянию на 2008 год[94]

- Колонна БТР-80 в Москве
- БТР-80 на репетиции парада
- БТР-80 преодолевает водное препятствие
- Ланкийский БТР-80 на параде

## Галерея
Разведывательно-поисковая машина РПМ-2 на базе БТР-80 в преддверии Дня войск РХБЗ РФ, на учениях 1-й мобильной бригады РХБЗ и 9-го отдельного полка засечки и разведки на Шиханском полигоне в 2011 году. Предназначена для поиска, обнаружения и определения места локальных и радиоактивных и химически опасных аномалий с передачей данных о результатах разведки на пункты управления.
- Разведывательно-поисковая машина РПМ-2. 2011 год
- Разведывательно-поисковая машина РПМ-2. 2011 год
- Разведывательно-поисковая машина РПМ-2. 2011 год
- Наземный комплекс радиационной разведки НКР на РПМ-2
- Разведывательно-поисковая машина РПМ-2. 2011 год

## Служба и боевое применение
1. Афганская война (1979—1989)[95]
2. Вооружённый конфликт в Приднестровье — 1 БТР-80 молдавской армии был захвачен в качестве трофея приднестровскими формированиями 2 марта 1992 года в боях[96].
3. Гражданская война в Таджикистане
4. Первая карабахская война
5. Грузино-абхазский конфликт
6. Чеченские войны (1994—1996, 1999—2002)(До 1996 использовался только БТР-80), Борьба с терроризмом на Северном Кавказе (2009—2017)
7. Турецко-курдский конфликт — в 1993 году Турция закупила у России 239 единиц БТР-80 которые использовались в операциях по ликвидации курдских повстанцев[97].
8. Война в Грузии
9. Гражданская война в Сирии — появились на вооружении Сирийской армии с апреля 2014 года[98]
10. Российско-украинская война:
  - Война в Донбассе: использовался украинскими силами и пророссийскими сепаратистами[99][100]
  - Вторжение России на Украину (2022)[101] (По состоянию на 26 июня 2022 года 28 БТР-80 были захвачены украинской стороной[102])
11. Вторая карабахская война
12. Вооружённый мятеж ЧВК «Вагнер» (23-24 июня 2023)